# Robbin Crosby
Pour les articles homonymes, voir Crosby.
Robbinson Lantz "Robbin" Crosby (né le 4 août 1959, décédé le 6 juin 2002) est un guitariste américain membre du groupe de glam metal Ratt ; avec le groupe il a gagné plusieurs disques de platine aux États-Unis dans les années 1980.
En 2001, Robbin Crosby affirme publiquement qu'il a le SIDA et est positif au VIH depuis 1994.
Robbin Crosby est mort à Los Angeles le 6 juin 2002. Les causes de son décès sont les complications liées au SIDA, et une overdose d'héroïne,.